# Protodinychidae
Famille
Genre
Les Protodinychidae Evans, 1957 sont une famille d'acariens Parasitiformes Mesostigmata. Elle ne contient qu'un genre, Protodinychus Evans, 1957 et trois espèces.